# Beauty Killer
Beauty Killer – debiutancki album hollywoodzkiego piosenkarza Jeffreego Stara.

## Utwory na płycie

### Standardowa edycja
1. Get Away With Murder
2. Prisoner
3. Louis Vuitton Body Bag (featuring Matt Skiba)
4. Beauty Killer
5. Electric Sugar Pop
6. Love Rhymes With Fuck You
7. Bitch, Please!
8. Lollipop Luxury (featuring Nicki Minaj)
9. Get Physical
10. Fame & Riches, Rehab Bitches (featuring Breathe Carolina)
11. Fresh Meat
12. Queen Of The Club Scene

### Utwory bonusowe
1. Gorgeous
2. Party Crusher
3. God Hates Your Outfit